# Henry Franklin Gilbert

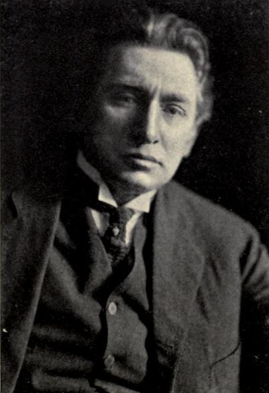
Henry Franklin Gilbert

Henry Franklin Belknap Gilbert (* 26. August 1868 in Somerville (Massachusetts); † 19. Mai 1928 in Cambridge/Massachusetts) war ein US-amerikanischer Komponist und Musikschriftsteller.
Gilbert studierte in Boston bei Edward MacDowell und George Elbridge Whiting. Er war Violinist in verschiedenen Unterhaltungsorchestern. Daneben studierte er die Musik der Indianer und schwarzen Amerikaner, von der seine Kompositionen geprägt sind. Neben Orchesterstücken komponierte er Lieder und Klavierstücke und gab Volkslieder heraus.

## Werke
- Zwei Episoden - ‘Legende’ und ‘Neger-Episode’
- Lustspielouvertüre auf Negerthemen
- Americanesque
- Neger-Rhapsodie
- Sechs indianische Skizzen
- Sinfonisches Ballett
- Nokturne
- Sinfonisches Stück
- America

## Quelle
- Alfred Baumgartner: Propyläen Welt der Musik Band 2, 1989, ISBN 3549078323, S. 441

| Personendaten    | Personendaten                   |
| ---------------- | ------------------------------- |
| NAME             | Gilbert, Henry Franklin         |
| ALTERNATIVNAMEN  | Gilbert, Henry Franklin Belknap |
| KURZBESCHREIBUNG | US-amerikanischer Komponist     |
| GEBURTSDATUM     | 26. August 1868                 |
| GEBURTSORT       | Somerville (Massachusetts)      |
| STERBEDATUM      | 19. Mai 1928                    |
| STERBEORT        | Cambridge, Massachusetts        |